# Diecezja Kalamy
Diecezja Kalamy (łac. Dioecesis Calamensis) – dawna diecezja katolicka znajdująca się w Numidii, obecnie biskupstwo tytularne.

## Biskupi

### Biskupi diecezjalni
| Lp. | Biskup                 | Od  | Do  |
| --- | ---------------------- | --- | --- |
| 1.  | Megaliusz z Kalamy     | 393 | 397 |
| 2.  | św. Posydiusz z Kalamy | 397 | 437 |

Źródło:

### Biskupi tytularni
| Lp. | Biskup                              | Funkcja                                                                                             | Od                | Do                |
| --- | ----------------------------------- | --------------------------------------------------------------------------------------------------- | ----------------- | ----------------- |
| 1   | Diego da Conceição de Araújo        | biskup pomocniczy Goa (Indie)                                                                       | 13 listopada 1595 | 1597?             |
| 2   | Jerónimo de Carrerio                | b.d.                                                                                                | 11 marca 1598     | 1599              |
| 3   | Edmund O’Dwyer                      | biskup koadiutor Limerick (Królestwo Irlandii)                                                      | 6 lutego 1645     | 23 maja 1646      |
| 4   | Stefan Antoni Mdzewski              | biskup pomocniczy łucki, gnieźnieński i wrocławski (Rzeczpospolita Obojga Narodów, Królestwo Czech) | 11 stycznia 1690  | 16 maja 1718      |
| 5   | Giorgio Antonio Vareschi            | koadiutor wikariatu apostolskiego Werapoly, wikariusz apostolski Wielkich Mogołów (Indie)           | 14 września 1764  | 6 stycznia 1785   |
| 6   | Adrian Butrymowicz                  | unicki biskup pomocniczy kijowski i brzeski (Imperium Rosyjskie)                                    | 13 stycznia 1792  | 29 marca 1819     |
| 7   | José Calixto de Oríhuela            | biskup pomocniczy Cuzco (Peru)                                                                      | 29 marca 1819     | 27 czerwca 1821   |
| 8   | Clemens August Droste zu Vischering | biskup pomocniczy Münsteru (Królestwo Prus)                                                         | 9 kwietnia 1827   | 1 lutego 1836     |
| 9   | Luigi Maria Fortini OCD             | wikariusz apostolski Bombaju (Indie)                                                                | 8 sierpnia 1837   | 5 stycznia 1848   |
| 10  | Louis-Marie Pineau                  | wikariusz apostolski Tonkingu Południowego (Wietnam)                                                | 25 maja 1886      | 15 stycznia 1921  |
| 11  | Martino Chiolino                    | wikariusz apostolski Henan Północnego, administrator apostolski Jixian (Republika Chińska)          | 10 marca 1921     | 19 kwietnia 1948  |
| 12  | Eugenio Lebouille CM                | biskup senior Yongping (Chiny)                                                                      | 6 marca 1948      | 27 maja 1957      |
| 13  | René Toussaint                      | wikariusz apostolski Ipamu (Demokratyczna Republika Konga)                                          | 16 stycznia 1958  | 10 listopada 1959 |
| 14  | Henri Gufflet                       | biskup koadiutor Limoges (Francja)                                                                  | 16 grudnia 1959   | 7 kwietnia 1966   |
| 15  | Jean Hengen                         | biskup koadiutor luksemburski (Luksemburg)                                                          | 8 kwietnia 1967   | 13 lutego 1971    |
| 16  | Jožef Kvas                          | biskup pomocniczy lublański (Jugosławia, Słowenia)                                                  | 13 maja 1983      | 29 grudnia 2005   |
| 17  | José Daniel Falla Robles            | biskup pomocniczy Cali (Kolumbia)                                                                   | 15 kwietnia 2009  | 29 czerwca 2016   |
| 18  | Paulo Alves Romão                   | biskup pomocniczy Rio de Janeiro (Brazylia)                                                         | 7 grudnia 2016    | 20 sierpnia 2025  |

Źródło: